# 2122-es mellékút (Magyarország)
A 2122-es számú mellékút négy számjegyű mellékút Nógrád vármegyében, a Cserhátban; Szécsény és Pásztó városokat köti össze. Áthalad Nagylócon, Zsunypusztán, Felsőtoldon és Alsótoldon. Zsunypuszta után leágazása van Hollókő felé, Alsótold után pedig Kozárd külterületét is érinti. Nagyjából végig déli-délkeleti irányt követ, Alsótold után azonban jobbára keleti irányba halad. Mintegy 28,7 kilométer hosszú, négy számjegyű, 2x1 sávos kiépített összekötő út, a 22-es és a 21-es főutak között. Kezelője a Magyar Közút Kht. Nógrád megyei Igazgatósága.

## Története
1934-ben a kereskedelem- és közlekedésügyi miniszter 70 846/1934. számú rendelete a teljes hosszában harmadrendű főúttá nyilvánította, 208-as útszámozással. Egy dátum nélküli, feltehetőleg 1950 körül készült térkép viszont már a teljes hosszában csak mellékútként tünteti fel.